# Premis Oscar de 1987
Els Premis Oscar de 1987 (en anglès: 60th Academy Awards) foren presentats el dia 11 d'abril de 1988 en una cerimònia realitzada, per primera vegada, al Shrine Auditorium de Los Angeles.
En aquesta edició actuà de presentador l'actor Chevy Chase, que l'any anterior ja havia copresentat la gala.

## Curiositats
La pel·lícula més nominada i guanyadora de la nit fou el biòpic sobre Pu Yi L'últim emperador de Bernardo Bertolucci, que establí un nou rècord a l'aconseguí les nou estatuetes a les quals optava, un fet que només havia aconseguit Gigi de Vincente Minnelli. El segon film més guardonat de la nit fou la comèdia romàntica Moonstruck de Norman Jewison, que amb sis nominacions aconseguí els premis de millor actriu, actriu secundària i guió original.
La gran perdedora de la nit fou Broadcast News de James L. Brooks, que de les set nominacions a les quals optava no en guanyà cap.

## Premis
A continuació es mostren les pel·lícules que varen guanyar i que estigueren nominades a l'Oscar l'any 1987:
| Millor pel·lícula | Millor direcció |
| --- | --- |
| - L'últim emperador (Jeremy Thomas per Hemdale Film Corporation i Columbia Pictures) - Atracció fatal (Stanley R. Jaffe i Sherry Lansing per Paramount Pictures) - Broadcast News (James L. Brooks per 20th Century Fox) - Esperança i glòria (John Boorman per Goldcrest Films i Columbia Pictures) - Moonstruck (Norman Jewison i Patrick Palmer per Metro-Goldwyn-Mayer)   | - Bernardo Bertolucci per L'últim emperador - John Boorman per Esperança i glòria - Lasse Hallström per Mitt liv som hund - Norman Jewison per Moonstruck - Adrian Lyne per Atracció fatal |
| Millor actor | Millor actriu |
| - Michael Douglas per Wall street com a Gordon Gekko - William Hurt per Broadcast News com a Tom Grunick - Marcello Mastroianni per Ulls negres com a Romano - Jack Nicholson per Ironweed com a Francis Phelan - Robin Williams per Good Morning, Vietnam com a Adrian Cronauer                                                                                              | - Cher per Moonstruck com a Loretta Castorini - Glenn Close per Atracció fatal com a Alex Forrest - Holly Hunter per Broadcast News com a Jane Craig - Sally Kirkland per Anna com a Anna - Meryl Streep per Ironweed com a Helen Archer |
| Millor actor secundari | Millor actriu secundària |
| - Sean Connery per Els intocables d'Elliot Ness com a Jim Malone - Albert Brooks per Broadcast News com a Aaron Altman - Morgan Freeman per Street Smart com a Leo "Fast Black" Smalls, Jr. - Vincent Gardenia per Moonstruck com a Cosmo Castorini - Denzel Washington per Cry Freedom com a Steve Biko                                                                      | - Olympia Dukakis per Moonstruck com a Rose Castorini - Norma Aleandro per Gaby: A True Story com a Florencia Sánchez Morales - Anne Archer per Atracció fatal com a Beth Gallagher - Anne Ramsey per Tira la mama daltabaix del tren com a Mrs. Lift - Ann Sothern per The Whales of August com a Tisha Doughty |
| Millor guió original | Millor guió adaptat |
| - John Patrick Shanley per Moonstruck - James L. Brooks per Broadcast News - Louis Malle per Au revoir les enfants - John Boorman per Esperança i glòria - Woody Allen per Radio Days | - Mark Peploe i Bernardo Bertolucci per L'últim emperador (sobre autobiografia de Pu Yi) - Tony Huston per Els dublinesos (sobre hist. de James Joyce) - James Dearden per Atracció fatal (sobre hist. pròpia) - Stanley Kubrick, Michael Herr i Gustav Hasford per Full Metal Jacket (sobre hist. G. Hasford) - Lasse Hallström, Reidar Jonsson, Brasse Brannstrom i Per Berglund per Mitt liv som hund (sobre hist. de Reidar Jönsson) |
| Millor pel·lícula de parla no anglesa | |
| - El festí de Babette de Gabriel Axel (Dinamarca) - Au revoir les enfants de Louis Malle (França) - Asignatura aprobada de José Luis Garci (Espanya) - La famiglia d'Ettore Scola (Itàlia) - Ofelaš de Nils Gaup (Noruega) | |
| Millor banda sonora | Millor cançó original |
| - David Byrne, Cong Su i Ryuichi Sakamoto per L'últim emperador - George Fenton i Jonas Gwangwa per Cry Freedom - John Williams per L'imperi del Sol - Ennio Morricone per Els intocables d'Elliot Ness - John Williams per The Witches of Eastwick | - Franke Previte (música i lletra), John DeNicola (música) i Donald Markowitz (música) per Dirty Dancing ("(I've Had) The Time of My Life") - George Fenton i Jonas Gwangwa (música i lletra) per Cry Freedom ("Cry Freedom") - Albert Hammond i Diane Warren (música i lletra) per Mannequin ("Nothing's Gonna Stop Us Now") - Harold Faltermeyer (música i lletra), Keith Forsey (música i lletra) i Bob Seger (lletra) per Beverly Hills Cop II ("Shakedown") - Willy DeVille (música i lletra) per The Princess Bride ("Storybook Love") |
| Millor fotografia | Millor maquillatge |
| - Vittorio Storaro per L'últim emperador - Michael Ballhaus per Broadcast News - Philippe Rousselot per Esperança i glòria - Allen Daviau per L'imperi del Sol - Haskell Wexler per Matewan | - Rick Baker per Harry and the Hendersons - Bob Laden per Happy New Year |
| Millor direcció artística | Millor vestuari |
| - Ferdinando Scarfiotti; Bruno Cesari i Osvaldo Desideri per L'últim emperador - Anthony Pratt; Joanne Woollard per Esperança i glòria - Norman Reynolds; Harry Cordwell per L'imperi del Sol - Patrizia von Brandenstein i William A. Elliott; Hal Gausman per Els intocables d'Elliot Ness - Santo Loquasto; Carol Joffe, Leslie Bloom i George DeTitta, Jr. per Radio Days | - James Acheson per L'últim emperador - Dorothy Jeakins per Els dublinesos - Bob Ringwood per L'imperi del Sol - Marilyn Vance-Straker per Els intocables d'Elliot Ness - Jenny Beavan i John Bright per Maurice |
| Millor muntatge | Millor so |
| - Gabriella Cristiani per L'últim emperador - Michael Kahn i Peter E. Berger per Atracció fatal - Richard Marks per Broadcast News - Michael Kahn per L'imperi del Sol - Frank J. Urioste per RoboCop | - Bill Rowe i Ivan Sharrock per L'últim emperador - Les Fresholtz, Dick Alexander, Vern Poore i Bill Nelson per Arma letal - Robert Knudson, Don Digirolamo, John Boyd i Tony Dawe per L'imperi del Sol - Michael J. Kohut, Carlos Delarios, Aaron Rochin i Robert Wald per RoboCop - Wayne Artman, Tom Beckert, Tom E. Dahl i Art Rochester per The Witches of Eastwick |
| Millors efectes visuals | |
| - Dennis Muren, Bill George, Harley Jessup i Kenneth F. Smith per Innerspace - Joel Hynek, Robert M. Greenberg, Richard Greenberg i Stan Winston per Predator | |
| Millor documental | Millor curtmetratge documental |
| - The Ten-Year Lunch: The Wit and Legend of the Algonquin Round Table d'Aviva Slesin - Eyes on the Prize: America's Civil Rights Years/Bridge to Freedom 1965 de Callie Crossley i James A. DeVinney - Hellfire: A Journey from Hiroshima de John Junkerman i John W. Dower - Radio Bikini de Robert Stone - A Stitch for Time de Barbara Herbich i Cyril Christo             | - Young at Heart de Sue Marx i Pamela Conn - Frances Steloff: Memoirs of a Bookseller de Deborah Dickson - In the Wee Wee Hours... de Frank Daniel i Izak Ben-Meir - Language Says It All de Megan Williams - Silver Into Gold de Lynn Mueller |
| Millor curtmetratge | Millor curtmetratge d'animació |
| - Ray's Male Heterosexual Dance Hall de Jonathan Sanger i Jana Sue Memel - Making Waves d'Ann Wingate - Shoeshine de Robert A. Katz | - The Man Who Planted Trees de Frédéric Back - George and Rosemary d'Eunice Macaulay - Your Face de Bill Plympton |

## Oscar Especial
- Stephen Flick i John Pospisil per RoboCop (pels efectes sonors)

## Premi Irving G. Thalberg
- Billy Wilder

## Premi Gordon E. Sawyer
- Fred Hynes

## Presentadors
| Nom                                 |                                                      |
| ----------------------------------- | ---------------------------------------------------- |
| Hank Simms                          | Anunciador dels premis                               |
| Robert Wise (president AMPAS)       | Obertura i benvinguda                                |
| Sean Connery                        | Millors efectes visuals                              |
| Glenn Close Michael Douglas         | Millor actriu secundària                             |
| Olivia de Havilland                 | Millor direcció artística                            |
| Mel Gibson Danny Glover             | Millor fotografia                                    |
| Mickey Mouse Tom Selleck            | Millor curtmetratge d'animació                       |
| Joan Chen John Lone                 | Millor curtmetratge documental                       |
| Charlton Heston                     | Presentador videomuntatge especial                   |
| Steve Guttenberg                    | Millor documental                                    |
| Billy Crystal                       | Millor so                                            |
| Nicolas Cage Cher                   | Millor actor secundari                               |
| Rob Lowe Sean Young                 | Millor muntatge                                      |
| Jack Lemmon                         | Premi Honorífic                                      |
| Liza Minnelli Dudley Moore          | Millor cançó                                         |
| Jennifer Grey Patrick Swayze        | Millor música                                        |
| Marlee Matlin                       | Millor actor                                         |
| Shirley Jones (video muntatge)      | Premis Científics i Tècnics i Premi Gordon E. Sawyer |
| Peter Weller (com a RoboCop)        | Premi Especial millors efectes de so                 |
| Paul Reubens (com a Pee-Wee Herman) | Millor curtmetratge                                  |
| Kevin Costner Daryl Hannah          | Millor vestuari                                      |
| Robin Williams                      | Millor direcció                                      |
| John Candy                          | Millor maquillatge                                   |
| Audrey Hepburn Gregory Peck         | Millor guió original i adaptat                       |
| Faye Dunaway James Garner           | Millor pel·lícula de parla no anglesa                |
| Paul Newman                         | Millor actriu                                        |
| Eddie Murphy                        | Millor pel·lícula                                    |

### Actuacions
| Nom                         | Paper                        | Peça                                              |
| --------------------------- | ---------------------------- | ------------------------------------------------- |
| Bill Conti                  | Arranjador musical Conductor | Orquestra                                         |
| Cor de l'Acadèmia           | Interpreten                  | "I Hope I Get It" de A Chorus Line                |
| Willy DeVille               | Interpreta                   | "Storybook Love" de The Princess Bride            |
| Starship Gloria Estefan     | Interpreten                  | "Nothing's Gonna Stop Us Now" de Mannequin        |
| George Fenton Jonas Gwangwa | Interpreten                  | "Cry Freedom" de Cry Freedom                      |
| Little Richard              | Interpreta                   | "Shakedown" de Beverly Hills Cop II               |
| Bill Medley Jennifer Warnes | Interpreten                  | "(I've Had) The Time of My Life" de Dirty Dancing |

## Múltiples nominacions i premis
| Premis | Pel·lícula                   |
| ------ | ---------------------------- |
| 9      | L'últim emperador            |
| 7      | Broadcast News               |
| 6      | Atracció fatal               |
| 6      | L'imperi del Sol             |
| 6      | Moonstruck                   |
| 5      | Esperança i glòria           |
| 4      | Els intocables d'Eliott Ness |
| 3      | Cry Freedom                  |
| 2      | Au revoir les enfants        |
| 2      | Dublinesos                   |
| 2      | Ironweed                     |
| 2      | Mitt liv som hund            |
| 2      | Radio Days                   |
| 2      | RoboCop                      |
| 2      | The Witches of Eastwick      |

| Premis | Pel·lícula        |
| ------ | ----------------- |
| 9      | L'últim emperador |
| 3      | Moonstruck        |